# Арапов Олексій Назарович
Арапов Олексій Назарович (14 березня 1906 — 14 вересня 1943) — учасник німецько-радянської війни, керівник штабу третьої гвардійської повітряно-десантної дивізії, Герой Радянського Союзу).

## Життєпис
Народився 14 березня 1906 року в селищі Верх-Нейвінський Пермської губернії (нині — селище міського типу Свердловської області) в сім'ї робітника.
Освіту повну не отримав, закінчив тільки 7 класів. Працював у Свердловську токарем, гірником, добувачем самоцвіту на копальнях, різьбярем каменя на фабриці «Російські самоцвіти». У 1926 році виїхав на Донбас, де працював машиністом врубової машини.

### 1928—1940 роки
У Червоній Армії з 17 листопада 1928 року. Військову службу почав червоноармійцем в 13-му корпусному саперному батальйоні в місті Казань. В листопаді 1929 року вступив в Орджонікідзевську військову піхотну школу, яку закінчив в 1931 році. Під час навчання став членом ВКП(б).
У 1931-1932 роках проходив службу на посаді командира кулеметного взводу 25-го стрілецького полку 9-ї Донської стрілецької дивізії, котра розташовувалась в м. Новочеркаськ Ростовської області.
У 1932 році він одружується на Надії Луковій, яка мешкала в м. Буй Ярославської області. В 1932 році молода сім'я покидає Новочеркаськ та переїжджає на Далекий Схід. Був призначений помічником командира кулеметної роти 99-го окремого кулеметного батальйону Благовіщенського укріпленого району (УР) Окремої Червонопрапорної Далекосхідної армії (ОКДВА).
У 1934 році його призначено помічником керівника штабу 77-го кулеметного батальйону Гродевського УРа ОКДВА.
У січні 1936 році йому було присвоєно військове звання старший лейтенант.
Служба на Далекому Сході продовжувалась до 1938 року при цьому Арапов спочатку виконував обов'язки керівника штабу 77-го кулеметного батальйону, а потім командував навчальною ротою цього ж батальйону.
Закінчивши в 1938 році службу на Далекому Сході, був переведений в Орловський військовий округ на посаду керівника роти в Білгороді та в селище Алексєєвка Воронезької області.
У червні 1940 роцу вступив у Військову академію ім. М. В. Фрунзе.
Після вступу в Академію сім'я Олексія Назаровича залишалася на місці його останньої служби в сел. Алексєєвка Воронезької області. Коли влітку 1942 року сюди підійшли німецько-фашистські війська, Надія Гнатівна з двома дітьми змушена була тікати разом з відступаючими військами Червоної Армії. Під час переправи через Дон, під час бомбардування були знищені всі речі й частина документів. А через деякий час сама Надія Гнатівна була поранена. Але їй вдалося з великими труднощами дістатися до міста Буй, де вона до кінця війни жила у своїх батьків. Будинок в якому жила сім'я Арапова у м. Буй зберігся до теперішнього часу і знаходиться за адресою вул. Жовтневої Революції № 231.

### 1941—1943 роки
З жовтня 1941 року учасник німецько-радянської війни. Воював на Західному, Північно-Західному Брянському, Центральному фронтах.
Під час Тульської оборонної операції капітан Арапов, прикриваючи відхід частин 50-ї армії на річці Ока, а також у боях біля міста Плавського показав вміле керівництво боєм, особисту хоробрість в бою, за що був нагороджений орденом Червоного Прапора.
Особливо відзначився Олексій Назарович у Курській битві влітку 1943 року. Будучи начальником штабу дивізії, підполковник Арапов продемонстрував виняткові організаторські здібності, особисту хоробрість. Дивізія за активної участі в керівництві нею Арапова при липневій зустрічі з ворогом, а також в подальшому, при переслідуванні противника з боєм пройшла від станції Малоархангельск до річки Десна, знищивши понад 15 тисяч солдатів і офіцерів, багато військової техніки і взявши великі трофеї. 14 вересня 1943 році підполковник Олексій Назарович Арапов загинув у бою в місті Бахмач Чернігівської області.
За вміле керівництво бойовими діями, безстрашність і мужність у боях із загарбниками 27 жовтня 1943 Олексій Назарович Арапов був посмертно нагороджений званням Героя Радянського Союзу.

## Пам'ять
- Ім'я Олексія Назаровича Арапова присвоєно восьмирічній школі в селищі Верх-Нейвінському.
- На будинку, де жив Герой — встановлена меморіальна дошка.